# Kneahînîci, Rohatîn
Kneahînîci (în ucraineană Княгиничі) este localitatea de reședință a comunei Kneahînîci din raionul Rohatîn, regiunea Ivano-Frankivsk, Ucraina.

## Demografie
Componența lingvistică a localității Kneahînîci
     Ucraineană (99,72%)
     Alte limbi (0,28%)
Conform recensământului din 2001, majoritatea populației localității Kneahînîci era vorbitoare de ucraineană (99,72%), existând în minoritate și vorbitori de alte limbi.